# Albuñol
Albuñol er en by og kommune i det sydøstlige Spanien i provinsen Granada. Den har et indbyggertal på 7.357 (2024) indbyggere.